# Pavel Matyash
Pavel Matyash (en ruso: Павел Викторович Матяш; Frunze, RSS de Kirguistán, 11 de julio de 1987) es un futbolista de Kirguistán que juega en la posición de guardameta. Desde el 2020 juega en el FC Alga Bishkek de la Liga de fútbol de Kirguistán.

## Carrera

### Club
| Periodo   | Club              |
| --------- | ----------------- |
| 2006-2014 | FC Dordoi Bishkek |
| 2015      | FC Alga Bishkek   |
| 2015      | Maziya S&RC       |
| 2016      | UiTM FC           |
| 2017      | Maziya S&RC       |
| 2018      | FC AGMK           |
| 2019      | FC Dordoi Bishkek |
| 2020-     | FC Alga Bishkek   |

### Selección nacional
Debutó con Kirguistán en 2009. Es el primer guardameta en anotarse un autogol en la historia de la Copa Asiática, el cual fue en la derrota por 1-2 ante China en la edición de 2019.

## Logros

### Club
- Liga de fútbol de Kirguistán: 2007, 2008, 2009, 2011, 2012
- Copa de Kirguistán: 2008, 2010, 2012
- Supercopa de Kirguistán: 2012, 2013, 2014
- AFC President's Cup: 2006, 2007
- Copa Presidente de Maldivas: 2015

### Individual
- Mejor guardameta de la Liga de fútbol de Kirguistán: 2011, 2013